# Benjamin Pollak
Pour les articles homonymes, voir Pollak.
Benjamin Pollak est un joueur de poker professionnel français, né le 23 avril 1983 à Paris, et qui réside à Londres.

## Notoriété
Benjamin Pollak est surtout connu pour sa 3e place lors du Main Event des World Series of Poker 2017. Il n'a remporté aucun des 3 grands titres WSOP, EPT et WPT, mais il a 20 places payées aux WSOP à son palmarès et surtout ses gains cumulés au poker s'élèvent à 12 612 749 $, ce qui le place en 3e position de la France All Time Money List derrière Jean-Noël Thorel et Bertrand Grospellier.
Il joue en ligne sous le pseudo de « MagicDeal ». Ce pseudo enregistre depuis 2008 plus de 331 000 € de gain en tournoi sur Pokerstars. 

## Parcours
Benjamin Pollack avait pour premier hobbie, la magie. Tout jeune, il réalisait des spectacles pour des mariages, anniversaires et même sur scène dans des centres de vacances. Fasciné par les cartes, il voulait devenir magicien.
En 2005, alors en école d’ingénieur Réseaux et Télécom, il découvre le poker. Le jeu fut une révélation pour lui.
Il fait ses débuts au cercle de jeu de l'Aviation Club de France.
En juin 2010, Pollak remporte le Main Event des Trophées Haussmann à Paris avec un prix de 100 000 €, son premier gain à 6 chiffres. 
En décembre 2011, Pollak atteint la table finale du Main Event du World Poker Tour à Prague et a reçu 104 000 € pour sa 4e place. 
En avril 2013, il atteint de nouveau la table finale d'un tournoi WPT lors du WPT de Barcelone où il termine 2e pour 126 000 €. Il atteint cette année là la 27e place du Main Event des WSOP pour près de 285 000 $ de gain.
En août 2014, Pollak termine cinquième au High Roller de l'EPT à Barcelone pour 219 000 €. 
Début février 2015, il atteint la table finale du Main Event de l'EPT de Deauville et termine 4e pour près de 211 000 € de gain.
2016 est une année catastrophique, d'après ses propres dires. Il prend alors un coach, et travaille pour retrouver de la motivation pour mieux jouer. 
Lors des WSOP 2017, Pollak a atteint la table finale du Main Event. Il termine 3e pour un prix de 3,5 millions de dollars. Un mois plus tard, lors du PokerStars Championship de Barcelone, Pollak finit 3e du High Roller, remporte près de 688 700 €. Et la même année encore, début novembre 2017, pour les World Series of Poker Europe à Rozvadov, Pollak termine 3e du High Roller pour environ 460 000 €.
En février 2018, Pollak a remporté la 6e épreuve de l'US Poker Open à Las Vegas avec un gain de 416 500 €.
Lors des WSOP 2018, il a atteint la 42e place pour environ 331 000 $ de gain. 
Fin août 2018, Pollak fait de nouveau 5e au Super High Roller de l'EPT à Barcelone et a reçu près de 450 000 €. Quelques jours plus tard, il remporta un autre tournoi au même endroit pour un prix de 979 000 €.
En mai 2019, il remporte le High Roller de l'EPT Monte-Carlo, pour 705 840 €,.